# FIFA Manager 08
FIFA Manager 08 je treća videoigra serijala FIFA Manager, od EA Sportsa. Proizvođač igre je američki Bright Future, a igra je u prodaju izašla 2. studenog 2007.

## Vanjske poveznice
- Profil  Arhivirana inačica izvorne stranice od 23. siječnja 2010. (Wayback Machine) na EA Games UK
- FIFA Manager 08 kod MobyGames-a
- Međunarodni FIFA Manager Forum  Arhivirana inačica izvorne stranice od 9. siječnja 2010. (Wayback Machine)